# 500 Queer Scientists
500 Queer Scientists es una organización y campaña de visibilidad para las personas LGBTQ+ que trabajan en las ciencias. Los científicos queer envían breves descripciones de sus vidas a la organización; estos se comprueban y revisan manualmente antes de ser publicados en el sitio web del grupo. Al recopilar las presentaciones, la organización tiene la intención de mostrar a las personas queer que actualmente trabajan en la ciencia que hay otros como ellos, proporcionando modelos a seguir para las generaciones futuras de investigadores, y creando una base de datos que se pueda usar al planificar eventos para garantizar su representación.

## Historia
El grupo fue fundado en San Francisco el 4 de junio de 2018, por Lauren Esposito, profesora de aracnología en la Academia de Ciencias de California y Sean Vidal Edgerton, ilustrador científico y virólogo evolutivo de la Academia. En el comunicado de prensa que anuncia su fundación, la organización hizo referencia, como parte de su motivación, un artículo de 2016 en el Journal of Homosexuality que encontró que, en 2013, más del 40% de los encuestados que se identificaron como LGBTQ + habían No reveló que lo fueron a sus compañeros. La campaña se inspiró en el grupo 500 Women Scientist; los dos grupos están separados, pero se consideran "informalmente asociados". En el lanzamiento, el sitio contenía 50 historias de científicos; en una semana había llegado a 250, y el 26 de junio había 550. Las primeras historias fueron todas escritas en inglés. 
En junio de 2019, llevaron a cabo un evento con la editorial Elsevier para conmemorar el World Pride. El sitio tenía más de 900 perfiles en julio de 2019; en ese mes, el grupo participó en la organización del segundo Día LGBTSTEM.

## Reconocimiento
Por fundar 500 Científicos Queer, la Organización Nacional de Científicos y Profesionales Técnicos Gays y Lesbianas otorgó el Premio Walt Westman 2019 a Lauren Esposito.

## Personas notables incluidas
Los científicos notables de la asociación son:
- David Adger
- Clara Barker
- Cynthia Bauerle
- Alex Bond
- Ben Britton
- Peter Coles
- Lynn Conway
- Rochelle Diamond
- JJ Eldridge
- Lauren Esposito
- Michael Francis Fay
- Jon Freeman
- Sam Giles
- Lisa Graumlich
- Renée Hložek
- J. David Jentsch
- Autumn Kent
- Nathan H. Lents
- Katie Mack
- Anson W. Mackay
- Jessica Mink
- Shaun O'Boyle
- Jonathon Rendina
- David K. Smith
- Jessica Ware
- Tristram Wyatt
- Jeremy Yoder